# دختران گمشده (فیلم ۲۰۱۵)
دختران گمشده (سوئدی: Pojkarna) یک فیلم درام سوئدی به کارگردانی الکساندرا ترز کینینگ است که در سال ۲۰۱۵ منتشر شد. این فیلم همچنین در بخش سینمای جهان معاصر در جشنواره بین‌المللی فیلم تورنتو ۲۰۱۵ به نمایش درآمده است.